# Пайгу
Пайгу представлява комплект ударни музикални инструменти от групата на мембранофоните. Има китайски произход.
Комплектът се състои от пет настроени по височина барабани, чиято мембрана е от животинска кожа, а корпусът – обикновено е от дърво. Звукоизвличането става като кожите, а понякога и корпусите на пайгу се бият с чифт дървени палки.